# Nawa
Nawa là một thành phố và khu đô thị của quận Nagaur thuộc bang Rajasthan, Ấn Độ.

## Địa lý
Nawa có vị trí 27°01′B 75°00′Đ / 27,02°B 75°Đ Nó có độ cao trung bình là 369 mét (1210 feet).

## Nhân khẩu
Theo điều tra dân số năm 2001 của Ấn Độ, Nawa có dân số 18.226 người. Phái nam chiếm 53% tổng số dân và phái nữ chiếm 47%. Nawa có tỷ lệ 65% biết đọc biết viết, cao hơn tỷ lệ trung bình toàn quốc là 59,5%: tỷ lệ cho phái nam là 73%, và tỷ lệ cho phái nữ là 56%. Tại Nawa, 16% dân số nhỏ hơn 6 tuổi.